# Orchestra Nera
L'Orchestra Nera (die Schwarze Kapelle) fu una organizzazione attiva durante vari anni nella Germania nazista che cercò di organizzare vari complotti tesi al rovesciamento del regime di Adolf Hitler.

## Storia

### Le origini
L'organizzazione venne creata nel periodo antecedente alla conferenza di Monaco del 1938, quando molte figure di spicco, perlopiù provenienti dalle élite dei possidenti terrieri e dei militari iniziarono ad allontanarsi dal regime nazista, percependolo come una minaccia alla sovranità e agli interessi della Germania.
Un primo tentativo di rovesciamento del regime avrebbe dovuto essere effettuato nel 1938 con l'aiuto di figure di rilievo operanti all'interno della Wehrmacht e dell'Abwehr. Il successo diplomatico ottenuto da Hitler a Monaco nei confronti dei governi occidentali ed il conseguente aumento del prestigio del dittatore presso una ampia parte della popolazione tedesca dissuase tuttavia i congiurati dall'attuare il progettato colpo di stato.

## Membri
La Schwarze Kapelle vantava membri in diversi apparati governativi e militari della Germania nazista. Tra coloro ritenuti parte della Schwarze Kapelle troviamo:
- Ewald von Kleist-Schmenzin (1890-1945), avvocato e politico
- Ulrich von Hassell (1881–1944), ambasciatore tedesco a Roma 1932–1938
- Carl Friedrich Goerdeler (1884–1945), sindaco di Lipsia 1930–1937
- Generaloberst Ludwig Beck (1880–1944), Capo dello Stato maggiore Generale dell'OKH
- Ammiraglio Wilhelm Canaris (1887–1945), comandante dell'Abwehr
- Maggior generale Hans Oster 1887–1945, vice comandante dell'Abwehr
- Generaloberst Franz Halder (1884–1972), Capo dello Stato maggiore Generale dell'OKH 1938–1942
- Josef Müller (1898–1979), politico del CSU e procuratore a Monaco, confidente di papa Pio XII
- Hans von Dohnanyi (1902–1945), giurista, capo della divisione affari politici dell'Abwehr 1939–1943
- Hans Bernd Gisevius (1904–1974), diplomatico e agente di spionaggio
- Colonnello Helmuth Groscurth (1899–1943), Capo del Dipartimento II dell'Abwehr e ufficiale
- Maggior generale Erwin von Lahousen (1897–1955), Capo della sezione II dell'Abwehr
- Maggior generale Henning von Tresckow (1901–1944), membro dello stato maggiore al quartier generale dell'Heeresgruppe Mitte
- Helmuth James Graf von Moltke (1907–1945)
- Peter Yorck von Wartenburg (1904–1944), avvocato, tra i fondatori del circolo di Kreisau
- Adam von Trott zu Solz (1909–1944)
- Ernst von Weizsäcker (1882–1950), Segretario di Stato al Ministero degli esteri della Germania dal 1938 al 1943
- Erich Kordt 1903–1969, capo dell'ufficio ministeriale presso il Ministero degli esteri della Germania
- Hasso von Etzdorf ufficiale di collegamento per il Ministero degli esteri presso l'OKH 1939–1944
- Fabian von Schlabrendorff (1907–1980), aiutante del generale Tresckow
- Colonnello Claus Schenk Graf von Stauffenberg (1907–1944), ufficiale di stato maggiore
- Generale Carl-Heinrich von Stülpnagel (1886–1944), comandante della Wehrmacht a Parigi
- Generale Erich Fellgiebel (1886–1944), comandante delle comunicazioni dell'OKW
- Maresciallo Erwin von Witzleben (1881–1944)
- Generale Erich Hoepner (1886–1944)
- Generale Friedrich Olbricht (1888–1944)